# Palacio de Letrán
El Palacio de Letrán (en italiano: Palazzo del Laterano), construido destruyendo el Patriarchio Costantiniano, es un palacio de Roma cuya historia se remonta a la época imperial y que ha sido sede papal y residencia oficial del sumo pontífice durante más de mil años, hasta el papa Benedicto XI (1303-1304).
Está situado al lado de la basílica de San Juan de Letrán, considerada la catedral de Roma debido a que contiene la Cathedra Romana. El Palacio de Letrán alberga actualmente el Museo Histórico del Estado Pontificio, las oficinas del decanato de Roma y el apartamento del cardenal vicario de Roma. El Palacio de Letrán, junto con la basílica y otros edificios anexos, disfruta del derecho de extraterritorialidad, estando por tanto bajo la plena y exclusiva jurisdicción de la Santa Sede.
Constituye parte de un complejo más amplio, del cual también forman parte la basílica, el baptisterio y los restos del medieval palacio papal con la Escalera Santa y la capilla papal llamada Sancta Sanctorum. Cerca del palacio, al lado de la Escalera Santa, se encuentra el Triclinium Leoninum, y en la plaza que hay delante de él está el Obelisco de Letrán, el más grande de todos los obeliscos de Roma.
Aquí puede verse una planta de Giuseppe Vasi que data de mediados del siglo XVIII. Desde principios del siglo IV, fue ininterrumpidamente durante unos mil años la residencia principal de los papas.
El complejo fortificado de Letrán formaba una ciudadela en torno al palacio papal, que incluía también la basílica y el baptisterio. Empezaba en la Porta Asinaria y en las murallas aurelianas, y terminaba en los Basílica de los Cuatro Santos Coronados, donde se refugiaban los pontífices en caso de peligro.

## Historia

### Historia precristiana

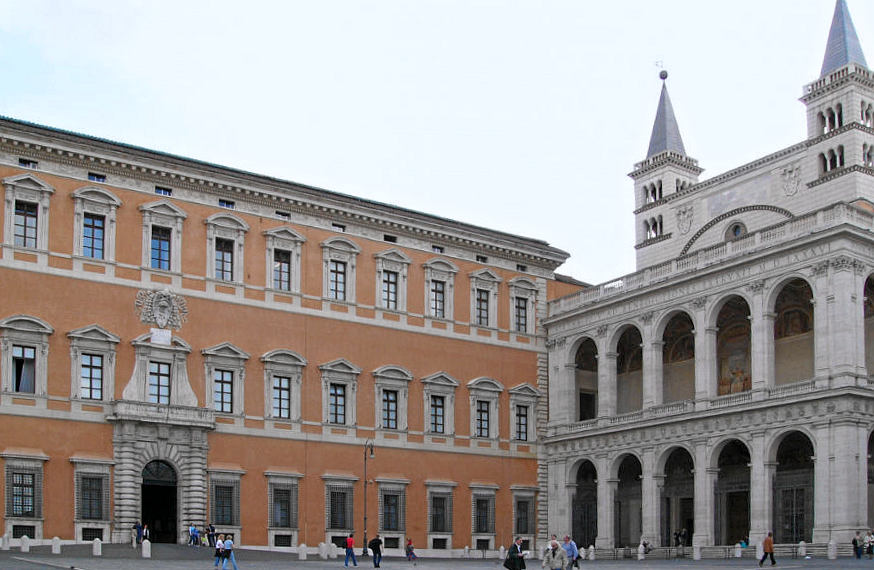
El palacio y la entrada lateral de la basílica de San Juan de Letrán.

La zona recibió su nombre de los propietarios originales, la familia romana de los Plauzi Laterani, que tenían aquí un gran palacio. Había dos familias romanas con el apellido de Laterani: los Sestii y los Plauzi. Lucio Sestio Laterano fue el primer plebeyo que alcanzó el cargo de cónsul.
Un tal Plauzio Laterano, cónsul, fue acusado hacia el año 66 de haber participado en la conjura de Pisón contra Nerón. Como consecuencia de esto, las propiedades de los Laterani, incluido el palacio, que Juvenal definió como egregias Lateranorum ædes, fueron confiscadas. En 161 Marco Aurelio construyó un nuevo palacio en la zona. En 226 Septimio Severo restituyó una parte de las posesiones a los Laterani. El nombre de la familia se conservó de todos modos en el nombre de la zona.

### Desarrollo bajo Constantino I
A principios del siglo IV, junto a las murallas aurelianas se encontraban los cuarteles de las tropas elegidas por Majencio, los equites singulares. Constantino, después de haber derrotado a Majencio (312), ordenó destruir estos cuarteles, según la costumbre romana que pedía la damnatio memoriae hacia los traidores de la patria.
Debido a que la zona estaba en el interior de la ciudad —al contrario que el Vaticano—, Constantino permitió que se construyera allí una monumental basílica cristiana y un baptisterio: la basílica de San Juan de Letrán era la única de las tres grandes basílicas constantinianas situada dentro de las murallas de la ciudad. El edificio originario no estaba lejos del palacio imperial hecho edificar por Aurelio (partes del cual se pueden identificar todavía en la iglesia de la Santa Cruz de Jerusalén).
En esta zona (entre la Via dell'Amba Aradam y las murallas aurelianas) se encontraba también la villa de Fausta, segunda esposa de Constantino y hermana de Majencio. En 313 Fausta concedió la Domus Faustae al obispo de Roma, Melquíades, para que celebrara allí un concilio episcopal, convocado con el objetivo de luchar contra el donatismo. Durante el concilio el donatismo fue condenado como herejía.
Hasta el día de hoy, la investigación no ha conseguido descubrir el año en el que se trasladó a Letrán la residencia del obispo de Roma. La única fecha cierta es la relativa a la consagración oficial del palacio y la basílica, que se produjo en 324 por obra del papa Silvestre I, que declaró a ambos Domus Dei (casa de Dios). Como consecuencia de su condición de iglesia madre de todas las iglesias, sobre la fachada del edificio están inscritas las palabras: Sacrosancta Lateranensis ecclesia omnium urbis et orbis ecclesiarum mater et caput («Santísima iglesia de Letrán, madre y cabeza de todas las iglesias en la Urbe y el Mundo»).

### Edad Media y principios de la Edad Moderna

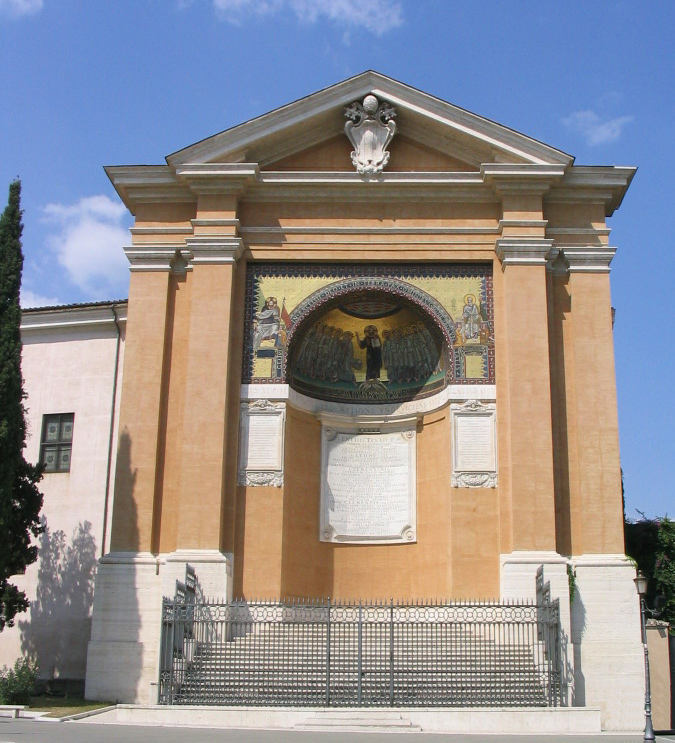
El Nicchione del Triclinium Leoninum.

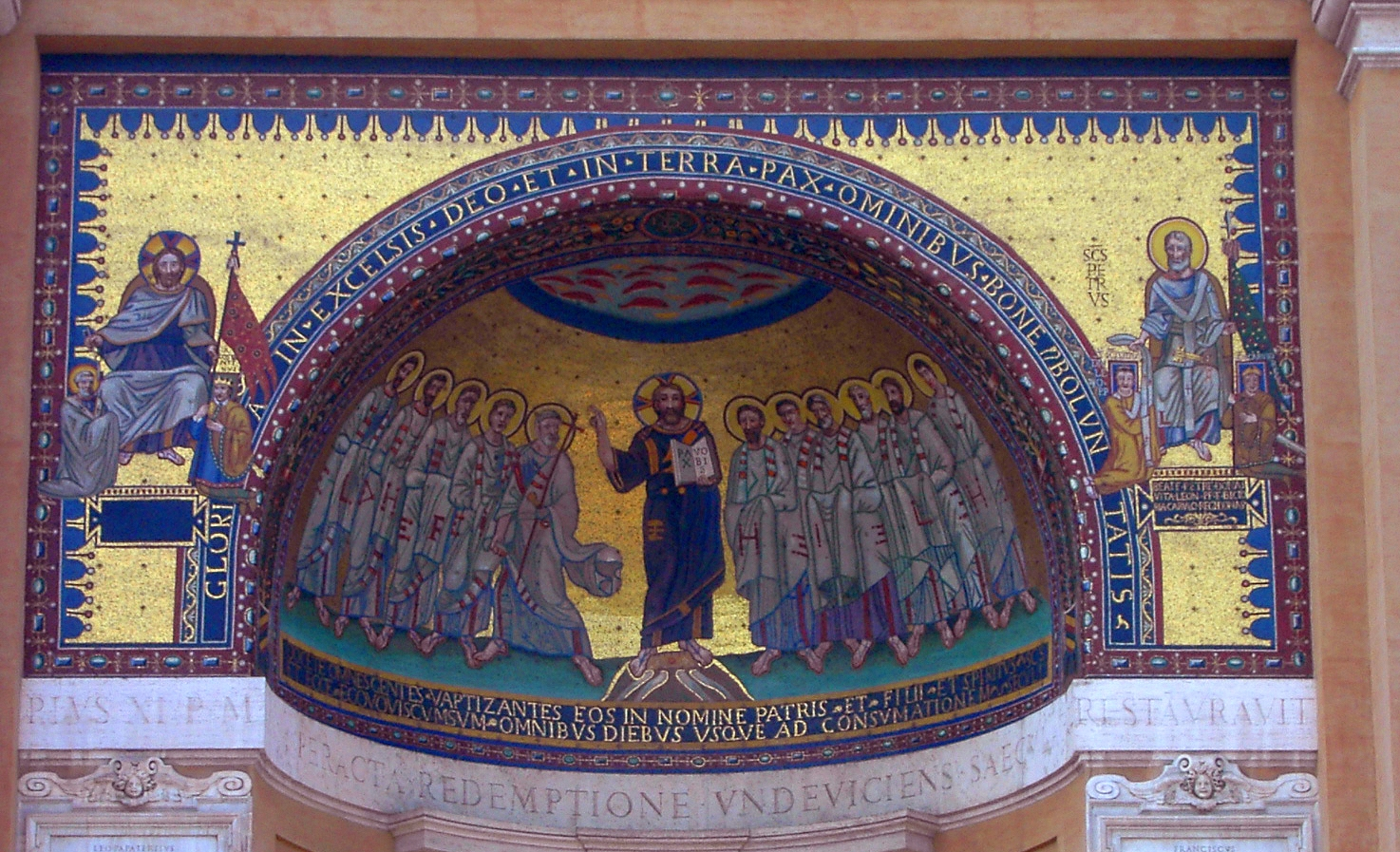
El mosaico del Triclinium Leoninum.

El Liber Pontificalis atestigua que el papa Zacarías, hacia mediados del siglo VIII, construyó un triclinium en el Palacio de Letrán, decorándolo con mármol, vidrio, metales preciosos, mosaicos y frescos; unas décadas más tarde León III construyó otro triclinium, del cual el Liber Pontificalis afirma que era de una «amplitud impresionante» y tenía «un ábsibe decorado con mosaicos y otros diez ábsides a la derecha y a la izquierda, pintados con varias representaciones de los apóstoles». La fuente añade por último que el papa León III hizo colocar en el triclinio varios accubita (sofás sobre los cuales se extendía para comer) e instalar una gran fuente «de pórfido rojo con forma de concha» en el centro de esta sala, pavimentada con mármoles preciosos. La misma fuente menciona otras remodelaciones producidas en el curso de la Alta Edad Media.
Ya dañados en el siglo V por ataques e invasiones, en 896 los edificios de Letrán fueron dañados aún más por un terremoto, y posteriormente reparados. En 897 tuvo lugar aquí el llamado Concilio Cadavérico, durante el cual el papa Esteban VI hizo juzgar el cadáver de su predecesor Formoso, que fue condenado y lanzado al Tíber.
El palacio y la basílica fueron dedicados otras dos veces. El papa Sergio III los dedicó a san Juan Bautista en el siglo X en honor al nuevo baptisterio. En el siglo XII el papa Lucio II dedicó el Palacio de Letrán y la basílica también a san Juan Evangelista. La iglesia se convirtió en el santuario más importante dedicado a ambos santos, raramente venerados conjuntamente. A continuación se creó en el palacio un monasterio benedictino para servir a la basílica.
En el siglo X el papa Sergio III restauró el palacio tras un desastroso incendio; posteriormente fue embellecido por el papa Inocencio III. En esta época el palacio se caracterizaba por una gran magnificencia, e incluso Dante escribió que era superior a todos los éxitos humanos. En esa época el centro de la plaza que hay delante del actual palacio, donde actualmente se encuentra el obelisco, estaba ocupado por el palacio y la torreta de los Annibaldeschi. Entre este palacio y la basílica de San Juan de Letrán estaba la estatua ecuestre de Marco Aurelio (que entonces se creía de Constantino), que está actualmente en la Colina Capitolina. Toda la fachada del palacio estaba ocupada por el Aula Concilii, un magnífico pasillo con once ábsides, en el que se celebraron los varios concilios de Letrán convocados durante la Edad Media. Las habitaciones privadas de los papas estaban situadas entre el triclinium y las murallas de la ciudad.
Entre el clero del Vaticano y el de Letrán se desarrolló un conflicto: ambos afirmaban poseer las mismas reliquias y aseguraban que tenían desde la antigüedad la prioridad sobre el otro. El clero del Vaticano no dudó en llamar al clero de Letrán con el epíteto de giudei infedeli («judíos infieles»). Sin embargo, el lugar principal de devoción era siempre el Vaticano, debido a la presencia de la tumba de san Pedro; Letrán, como consecuencia, adquirió un increíble número de reliquias del Antiguo y del Nuevo Testamento como el Arca de la Alianza, las tablas de la ley, la sangre de Cristo y un altar de san Pedro.
Todos los papas a partir de Melquíades ocuparon el palacio y lo usaron como residencia, pero en 1309 el papa francés Clemente V decidió trasladar la sede oficial del papado a Aviñón, una propiedad que constituía un enclave en el interior de Francia. Mientras los papas deseaban presentarse principalmente como obispos de Roma, el complejo de Letrán, construido sobre un terreno imperial, les servía como punto de control de la ciudad, y también, en menor medida, como sede para su consagración y coronación. Sin embargo, con la universalización del papado, empezaron a dar mayor importancia al Vaticano, aunque la rivalidad entre los dos lugares no se resolvió hasta el jubileo de 1300, gradualmente a favor del Vaticano.
Entre las consecuencias del papado de Aviñón estuvo la pérdida de importancia del palacio y de la basílica, que empezaron a decaer. Dos incendios devastadores, en 1307 y 1361, causaron daños irreparables y aunque Aviñón envió grandes sumas al obispo para su reconstrucción, el palacio nunca volvió a alcanzar su esplendor previo. Cuando los papas volvieron a Roma, el palacio y la basílica se consideraron inadecuados a causa de las pésimas condiciones en las que se encontraban. Como consecuencia, el papa estableció su residencia en primer lugar en la basílica de Santa María en Trastevere, y posteriormente en la basílica de Santa María la Mayor. Finalmente se construyó un nuevo palacio al otro lado del Tíber y los papas fijaron su residencia en el Vaticano en 1377. Esto se consideró necesario no solo por las malas condiciones estructurales del Palacio de Letrán, sino también por el deseo de los papas de enfatizar más claramente su pretensión universal con la cercanía a la tumba de san Pedro.
En la plaza que hay delante del palacio se encontraba en la Edad Media la estatua ecuestre de Marco Aurelio, aunque entonces se creía que era un monumento de Constantino o Teodorico. El llamado caballus Constantini era al mismo tiempo un monumento del poder y también el lugar de las ejecuciones. La estatua era solo una del rico patrimonio, del cual forma parte también la loba capitolina, cuyos originales se encuentran actualmente en los Museos Capitolinos. La estatua de Marco Aurelio fue trasladada por órdenes de Paulo III a la Piazza del Campidoglio.

### Edad Moderna
Más tarde Sixto V hizo destruir lo que se había conservado del antiguo Palacio de Letrán e hizo construir en su lugar el edificio actual, mucho más pequeño, proyectado por Domenico Fontana, que se inspiró en la arquitectura del Palacio Farnesio. Desde 1586 el Palacio de Letrán, reconstruido, fue usado de nuevo como residencia veraniega papal. Hasta el siglo XIX los papas eran coronados en la basílica de Letrán.

### En la actualidad

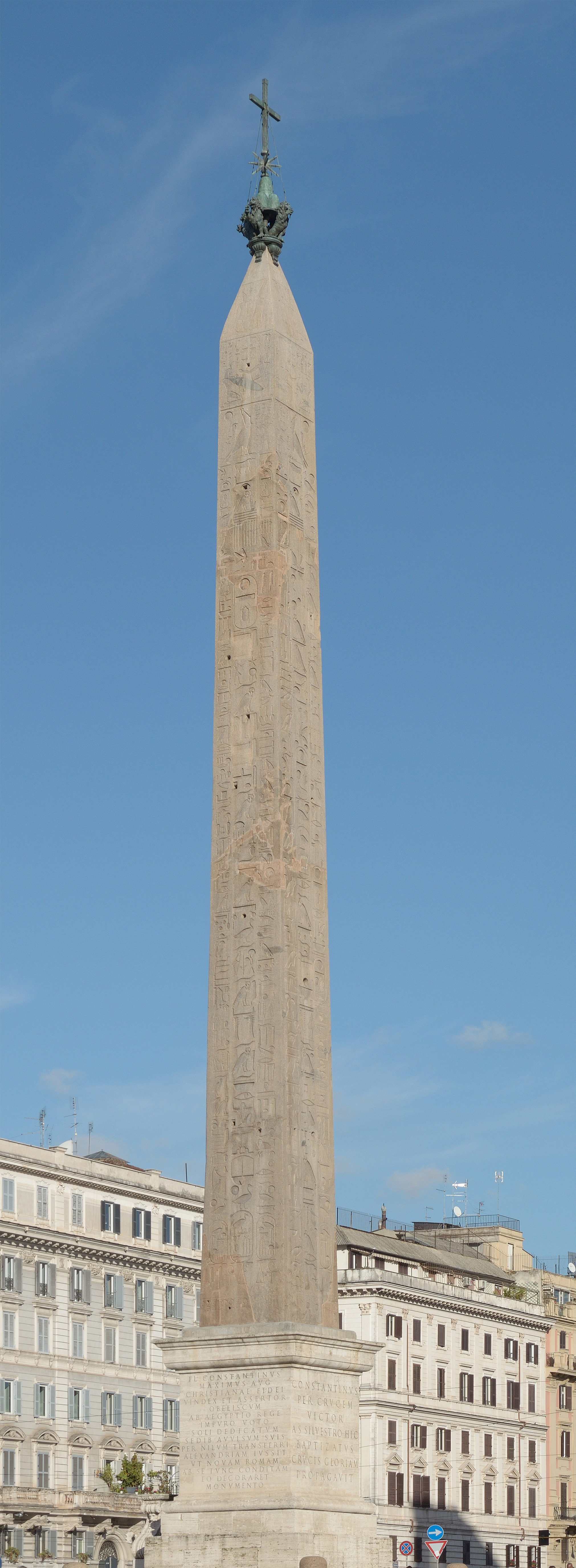
El obelisco de Letrán en la actualidad.

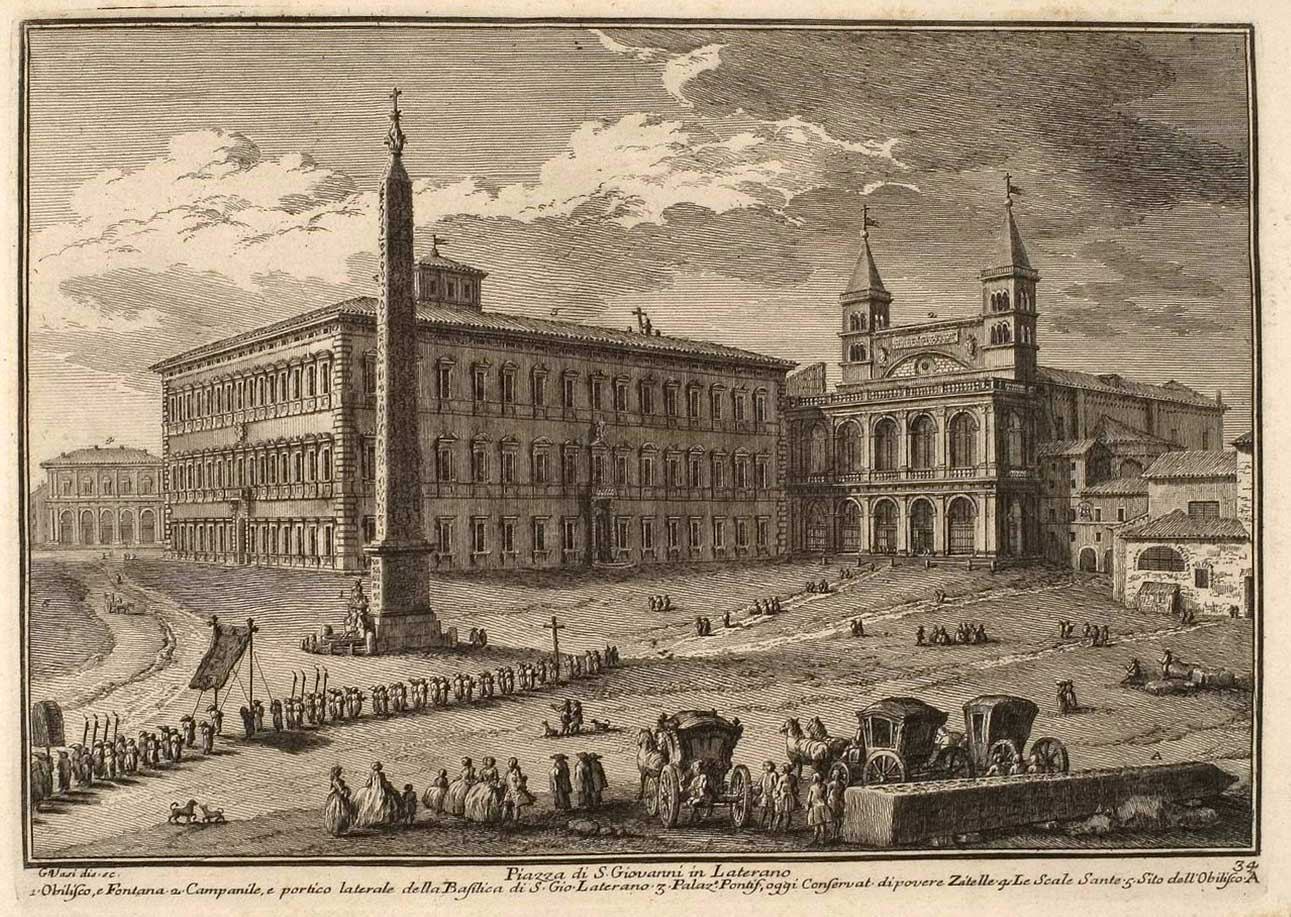
El Palacio de Letrán con el obelisco. Construido por Tutmosis III en Karnak, antes de ser colocado aquí se encontraba en el Circo Máximo.

La plaza que hay delante del palacio alberga un obelisco de granito rojo de más de treinta metros de altura, quizá el más grande que existe. El obselisco fue realizado en la época de los faraones Tutmosis III y Tutmosis IV (siglo XV a. C.) y proviene del templo de Amón situado en Tebas (Karnak), Egipto. Fue llevado a Roma por el emperador Constancio II en 357 y colocado en la spina del Circo Máximo, donde ya se encontraba el obelisco Flaminio. Fue encontrado roto en tres piezas en 1587, junto con el obelisco Flaminio, y fue erigido en 1588 por el arquitecto Domenico Fontana en la Piazza San Giovanni por voluntad del papa Sixto V.
Un ábside decorado con mosaicos y abierto al aire libre, situado junto a San Salvatore della Scala Santa, conserva todavía el recuerdo de una de las salas más grandes del antiguo palacio, el triclinium del papa León III, que era la sala en la que se celebraban los banquetes de estado. La estructura actual no es antigua, pero es posible que se hayan conservado algunas partes de los mosaicos originales: en el centro Cristo confía a los apóstoles su misión, a la izquierda entrega las llaves a san Silvestre y el confalón de la Iglesia a Constantino, mientras que a la derecha san Pedro da la estola a León III y las insignias a Carlomagno.
En 1929 los pactos de Letrán, firmados en la sala de los papas del mismo palacio, aseguraron la soberanía a la Ciudad del Vaticano y, entre otras cosas, la condición extraterritorial a Letrán, a varias basílicas y a Castel Gandolfo que, como pertenencias de la Santa Sede, están sometidas a su jurisdicción. En la citada zona de Letrán —con un régimen especial— se encuentra también la Pontificia Universidad Lateranense (PUL).

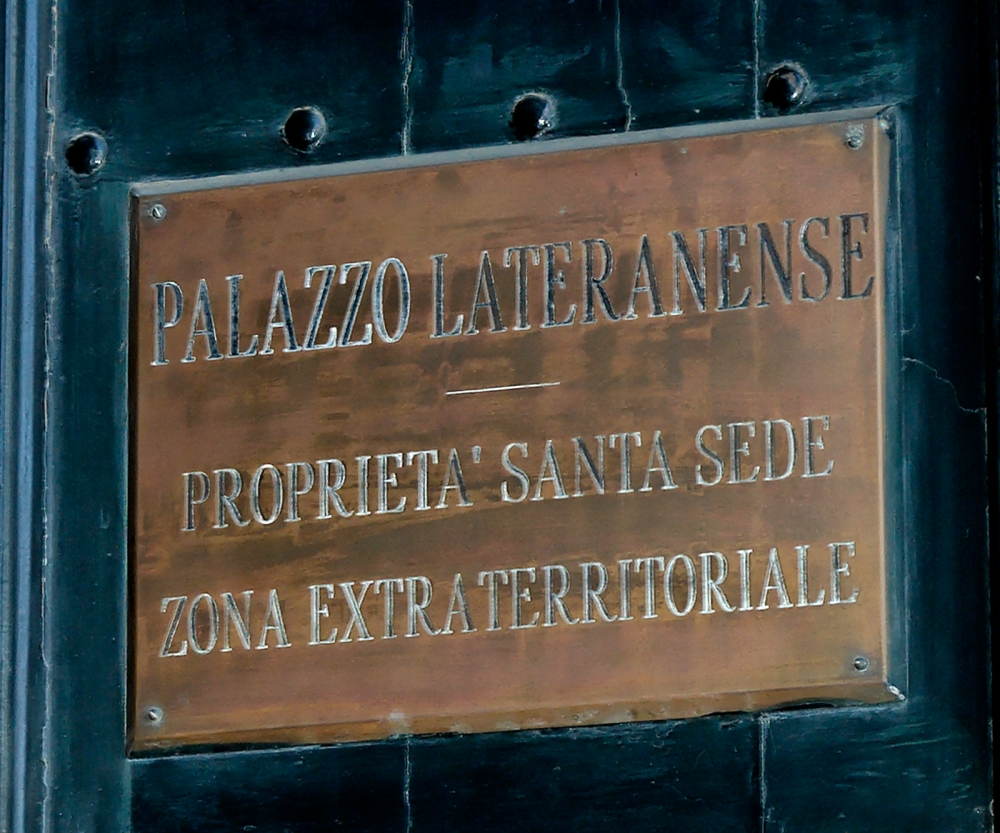
Placa que proclama la extraterritorialidad de Italia del Palacio de Letrán.

El 28 de julio de 1993 la entrada lateral, las logias que hay por encima de ella y parte de la fachada del palacio fueron dañadas gravemente por un atentado con coche bomba. Aunque se dañó la estática de la fachada, los daños se pudieron reparar rápidamente.
El Palacio de Letrán, en la versión de la época del papa Sixto V, es normalmente visitable (con horarios fijos) en muchas mañanas de la semana. Se pueden admirar así numerosos salones decorados con frescos, en general de los últimos años del siglo XVI, y muchos tapices, a menudo de la manufactura de Gobelins. Los apartamentos son la residencia oficial del pontífice, que ostenta el título histórico de obispo de Roma. Tras algunas modificaciones aportadas durante el pontificado de Pablo VI, algunas salas están reservadas al Museo Histórico Vaticano, que también tiene otras exposiciones en el interior de los Museos Vaticanos.El título de Conde del Palacio Sagrado de Letrán fue otorgado colectivamente a los capítulos españoles de la Orden del Santo Sepulcro por la Santa Sede, sus miembros disfrutan del derecho a utilizar el título de Conde antes de sus nombres.

## Los otros edificios
- Basílica de San Juan de Letrán
- Obelisco de Letrán
- San Salvatore della Scala Santa
  - Escalera Santa
  - Triclinium Leoninum
- Baptisterio de Letrán
- Basílica de los Cuatro Santos Coronados

## Concilios de Letrán
De las muchas reuniones realizadas en Letrán en el curso de la Edad Media, cinco han sido considerados concilios ecuménicos por la iglesia católica:
- Primer Concilio de Letrán (1123)
- Segundo Concilio de Letrán (1139)
- Tercer Concilio de Letrán (1179)
- Cuarto Concilio de Letrán (1215)
- Quinto Concilio de Letrán (1512-1517)